# Еколошка питања у Србији
Еколошка питања у Србији укључују загађење ваздуха, крчење шума, различите категорије претњи ендемским врстама и климатске промене. 

## НАТО бомбардовање Југославије 1999
НАТО бомбардовање 1999. године нанело је трајну штету животној средини Србије, при чему је неколико хиљада тона токсичних хемикалија ускладиштених у циљаним фабрикама испуштено у земљиште, атмосферу и водене базене, што је погодило људе и локални свет.
2001. године, лекари српске болнице у Косовској Митровици кажу да је број оболелих од малигних болести порастао за 200% од 1998. године. Исте године, Светска здравствена организација је известила да су подаци са Косова неубедљиви и позвала је на даље студије.

## Загађење

### Загађење ваздуха
Према извештају СЗО, Србија има веће процене преране смрти услед загађења ваздуха него већина земаља у Европској унији. Процене квалитета ваздуха на основу података са станица за праћење којима управљају национални органи показују да концентрације загађивача ваздуха, посебно појединих материја, редовно прелазе нивое који штите здравље људи. У извештају се наводи да су главни извори спољног загађења ваздуха у Србији енергетски сектор, сектор транспорта, депоније отпада и индустријске делатности, као што су комплекс петрохемијске индустрије у Панчеву и Новом Саду  цементаре у Поповцу, Косјерићу и Беочину; хемијска постројења и металуршки комбинати у Смедереву, Севојну и Бору; термоелектране у Обреновцу, Лазаревцу и Костолцу. Други документовани извори загађења ваздуха укључују индивидуално грејање домаћинстава на фосилна горива у приградским и руралним местима и повећање друмског саобраћаја, посебно у великим градовима као што су Београд, Нови Сад и Ниш.
У јануару 2020. стотине људи присуствовало је протесту у Београду, захтевајући од владе да се позабави великим загађењем ваздуха. У марту је сајт Air Visual AP привремено сврстао Београд на врх свог глобалног индекса градова са највећом загађеношћу ваздуха.

### Загађење воде
Налази истраживања које је подржала СЗО у Србији су показали да једна трећина сеоских водоводних система у Србији није испунила стандарде за микробиолошки квалитет воде за пиће, што је навело Владу Србије да ревидира неке од својих прописа. Загађење воде у Србији понекад изазивају и честе поплаве. Људски контакт са овом загађеном водом може изазвати разне здравствене проблеме, као што су инфекције, запаљење коже и друге. Многи градови, насеља и села имају више нивое арсена у води него што је дозвољено законом и препоручено од стране СЗО. Највећи проблем са водом загађеном арсеном има Аутономна покрајина Војводина, чија очитавања из Новог Бечеја достижу и до 27 пута више од законске границе.

## Мале хидроелектране
У Србији је изграђено око 100 малих хидроелектрана, саопштило је Министарство заштите животне средине. Државна електроенергетска компанија нуди снажне подстицаје и обавезује се да ће електричну енергију коју производе електране куповати по цени 50 одсто вишој од тржишне.
У 2018. години хиљаде грађана Пирота протестовало је против изградње малих хидроелектрана у заштићеним подручјима. Активисти еколошке иницијативе Одбранимо реке Старе планине затражили су да се градња обустави у свим заштићеним подручјима и предузели вишеструке акције како би спречили даљу градњу. Село Ракита је постало важан фронт у њиховој борби. У мају 2019. председник месне заједнице покушао је да заустави машине за које је тврдио да раде ван градилишта. Када је полиција интервенисала, обећао је да ће скочити у реку ако покушају да га ухапсе. Изградњом фабрике дошло је до клизишта које је уништило пут у селу. Уз помоћ активиста за заштиту животне средине, мештани села у Ракити уклонили су цеви постављене за опслуживање нове хидроелектране на реци Ракити.

## Крчење шума
Према Global Forest Watch, Србија је изгубила 52,8 хектара дрвећа од 2001. до 2019. године, што је еквивалентно смањењу дрвећа за 1,9% од 2000. године. Губитак шумског покривача може се приписати нелегалној сечи шума, неконтролисаној испаши стоке и шумским пожарима.
Србија је за 2018. имала средњу оцену индекса интегритета шумског пејзажа са оценом 5,29/10, што је сврстава на 105. место у свету од 172 земље.

## Угрожене врсте
У Србији је угрожено 270 животињских и 600 биљних врста. Исушивање мочвара и мочвара у сврху проширења пољопривредног земљишта изазвало је губитак природног станишта, што је резултирало опадањем биодиверзитета.

## Климатске промене

### Поплаве
Поплаве су постале доминантна елементарна непогода у Србији и предвиђа се да ће број поплава расти.

### Суша
Очекује се и чешћа појава суша, које су већ честе у Србији. Они су значајно утицали на пољопривреду, воћарство и индустрију вина.

### Високе температуре
Од почетка јануара до краја септембра 2020. у Србији су била четири топлотна таласа. Учесталост топлотних таласа постала је велика претња сектору воћарства.

### Утицај климатских промена
Многе породице су изгубиле домове, њиве и животе због климатских промена у Србији. Према речима Горана Тривана, министра заштите животне средине, у периоду од 2000. до 2015. године финансијска штета изазвана климатским променама процењује се на преко пет милијарди евра.